# Hans Jakob Dünz (Werkmeister)
Hans Jakob Dünz (getauft am 2. Julijul. / 12. Juli 1667greg. in Bern; gest. 10. April 1742) war ein Berner Werkmeister und Politiker.

## Leben
Hans Jakob Dünz wurde als dritter Sohn des Münsterwerkmeisters Abraham Dünz und der Anna Barbara Jenner in Bern getauft. In der Münsterbauhütte durchlief er seine Lehre und wurde 1695 zum Stubengesellen der Gesellschaft zum Affen angenommen. 1703 wurde er zweiter Werkmeister der Münsterbauhütte in Bern und folgte darin seinem älteren Bruder Abraham, der das Münsterwerkmeisteramt von seinem Onkel Samuel Jenner übernommen hatte. 1705 heiratete er in Thunstetten Johanna Wyss, Tochter des Theologieprofessors David Wyss. 1711 übernahm er von seinem Bruder das Amt des Münsterbaumeisters in Bern. Johann Jakob gelangte 1718 in den Grossen Rat, 1728 erbaute er die reformierte Kirche Herzogenbuchsee, 1730 wurde er Obervogt zu Schenkenberg. Seine Tochter Johanna Esther Dünz heiratete Jakob Philipp von Herwart, Sohn des englischen Ministerresidenten Philibert d’Herwarth.